# Ferrovie del Sud Est
Ferrovie del Sud Est (FSE), est une société à responsabilité limitée opérant dans le secteur du transport ferroviaire et automobile. Son unique actionnaire est le groupe étatique italien Ferrovie dello Stato Italiane.
La société, qui exploite à la fois les infrastructures et le matériel, gère 474 km de lignes de chemin de fer dans les quatre provinces du sud des Pouilles, reliant les villes de Bari, Tarente et Lecce. De plus, avec un réseau d'autocars, la compagnie dessert cent trente municipalités.

## Secteur ferroviaire

### Infrastructure
Les lignes sont à voie unique :
- Bari-Martina Franca-Tarente (seule voie électrifiée jusqu'à Martina Franca, en projet au delà)
- Bari-Casamassima-Putignano
- Martina Franca-Lecce
- Novoli-Gagliano del Capo
- Gallipoli-Casarano
- Lecce-Otrante
- Zollino-Gallipoli
- Maglie-Gagliano del Capo